# Hershey (Nebraska)
Hershey é uma vila localizada no estado americano de Nebraska, no Condado de Lincoln.

## Demografia
Segundo o censo americano de 2000, a sua população era de 572 habitantes.
Em 2006, foi estimada uma população de 578, um aumento de 6 (1.0%).

## Geografia
De acordo com o United States Census Bureau, a localidade tem uma área de 1,3 km², sem área coberta por água.

## Localidades na vizinhança
O diagrama seguinte representa as localidades num raio de 40 km ao redor de Hershey.